# Georg Christoph Eimmart

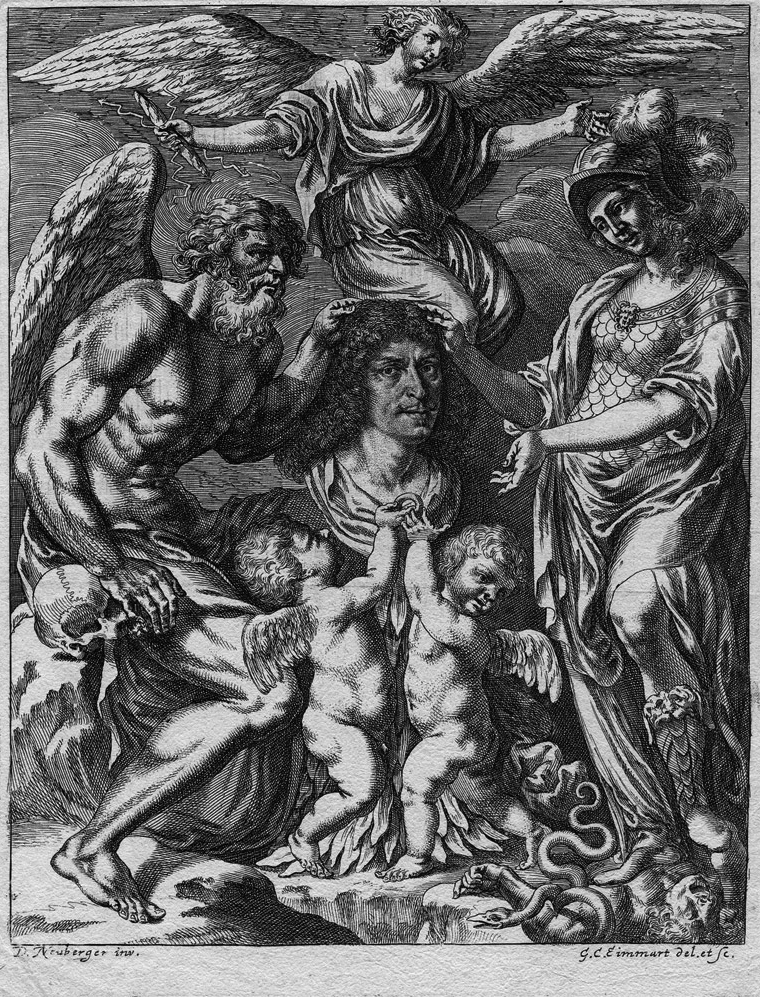
Autoportret w otoczeniu aniołów i Ateny

Georg Christoph Eimmart (ur. 22 sierpnia 1638 w Ratyzbonie, zm. 5 stycznia 1705 w Norymberdze) – niemiecki matematyk, astronom i miedziorytnik.

## Życiorys
Gorliwy obrońca Kopernika. Był pierwszym dyrektorem obserwatorium w Norymberdze.
Razem z Georgiem Conradem Jungiem ogłosił Tabula nova circuli Franconici, cum omnibus suis limitibus ab anno 38. huiusd. seculi constructa, 3. post annis / evulgata per Ioh. Georg. et Georg. Conr. Iungios, fratres ... Latiori fronte in partes quatuor divisa, recenter edita et aucta per G. C. E 1690 (w dziele wykorzystano pośmiertnie prace Johanna Junga).
Praca Planisphaerium Coeleste Secundam Restitunionem Hevelianam et Halleianam będąca mapą nieba według projektu Eimmarta, znajduje się w kolekcji Zamku Królewskiego w Warszawie.
Jeden z księżycowych kraterów, Krater Eimmart, nazwany jest właśnie po Georgu Christophie Eimmarcie Młodszym.
Jego córką i asystentką, była astronomka i miedziorytniczka Maria Clara Eimmart.

## Niektóre prace Eimmarta
- Neue eigentliche Charte des Rhein-Stroms, Nürnberg 1689
- Vollständige Charta / Von Frankenland, Nürnberg 1689
- Tabula Nova Circuli Franconici cum omnibus suis limitibus ab Anno XXXVIII hujusd. Seculi constructa, III. post Annis evulgata per Joh. Georg. et Georg Conr. Iungios, Fratres Latiori fronte in partes quatuor divisa, recenter edita et aucta per G. C. E., Nürnberg 1690
- S. R. Imp. Circuli Franconici oder das gantze Francken-Land mit Seinen Gräntzen in 68. vollständigen Land-Charten, Nürnberg 1692
- Phaenomenon Anuum Vespertinum, detectum Noribergae 1694
- De spherae armillaris Altdrat 1695
- Ichnographia nova contemplationum de sole in desolatis antiquorum philosophorum ruderibus. Nürnberg 1701